# Eredivisie 2007–08
Giải bóng đá vô địch quốc gia Hà Lan 2007–08 là mùa giải thứ 52 của Giải bóng đá vô địch quốc gia Hà Lan, giải bóng đá cao nhất ở Hà Lan. Mùa giải khởi tranh vào tháng 8 năm 2007 và kết thúc vào 18 tháng 5 năm 2008, với việc đương kim vô địch PSV bảo vệ thành công danh hiệu khi có 72 điểm.

## Đội bóng thăng hạng
Các đội bóng sau lên chơi tại Giải bóng đá vô địch quốc gia Hà Lan đầu mùa giải:
- VVV-Venlo

## Bảng xếp hạng
| XH | Đội              | Tr | T  | H  | T  | BT | BB | HS  | Đ  | Lên hay xuống hạng                                     |
| -- | ---------------- | -- | -- | -- | -- | -- | -- | --- | -- | ------------------------------------------------------ |
| 1  | PSV (C)          | 34 | 21 | 9  | 4  | 65 | 24 | +41 | 72 | Vòng bảng UEFA Champions League 2008–09                |
| 2  | Ajax             | 34 | 20 | 9  | 5  | 94 | 45 | +49 | 69 | UEFA Champions League 2008–09 Vòng loại thứ ba playoff |
| 3  | NAC Breda        | 34 | 19 | 6  | 9  | 48 | 40 | +8  | 63 | UEFA Champions League 2008–09 Vòng loại thứ ba playoff |
| 4  | Twente           | 34 | 17 | 11 | 6  | 52 | 32 | +20 | 62 | UEFA Champions League 2008–09 Vòng loại thứ ba playoff |
| 5  | Heerenveen       | 34 | 18 | 6  | 10 | 88 | 48 | +40 | 60 | UEFA Champions League 2008–09 Vòng loại thứ ba playoff |
| 6  | Feyenoord        | 34 | 18 | 6  | 10 | 64 | 41 | +23 | 60 | 2008–09 Cúp UEFA Vòng Một                              |
| 7  | Groningen        | 34 | 15 | 6  | 13 | 53 | 54 | −1  | 51 | Cúp UEFA 2008–09 Vòng Một playoff                      |
| 8  | NEC              | 34 | 14 | 7  | 13 | 49 | 50 | −1  | 49 | Cúp UEFA 2008–09 Vòng Một playoff                      |
| 9  | Roda JC          | 34 | 12 | 11 | 11 | 55 | 55 | 0   | 47 | Cúp UEFA 2008–09 Vòng Một playoff                      |
| 10 | Utrecht          | 34 | 13 | 7  | 14 | 59 | 55 | +4  | 46 | Cúp UEFA 2008–09 Vòng Một playoff                      |
| 11 | AZ               | 34 | 11 | 10 | 13 | 48 | 53 | −5  | 43 |                                                        |
| 12 | Vitesse Arnhem   | 34 | 12 | 7  | 15 | 46 | 55 | −9  | 43 |                                                        |
| 13 | Sparta Rotterdam | 34 | 9  | 7  | 18 | 52 | 76 | −24 | 34 |                                                        |
| 14 | Heracles         | 34 | 8  | 8  | 18 | 34 | 64 | −30 | 32 |                                                        |
| 15 | Willem II        | 34 | 8  | 7  | 19 | 40 | 49 | −9  | 31 |                                                        |
| 16 | De Graafschap    | 34 | 7  | 9  | 18 | 33 | 64 | −31 | 30 | Play-off xuống hạng                                    |
| 17 | VVV-Venlo (R)    | 34 | 7  | 8  | 19 | 44 | 76 | −32 | 29 | Play-off xuống hạng                                    |
| 18 | Excelsior (R)    | 34 | 7  | 6  | 21 | 32 | 75 | −43 | 27 | Xuống chơi tạiGiải bóng đá hạng nhất quốc gia Hà Lan   |

Nguồn: Giải bóng đá vô địch quốc gia Hà Lan
Quy tắc xếp hạng: 1. Điểm; 2. Hiệu số bàn thắng; 3. Số bàn thắng.
(VĐ) = Vô địch; (XH) = Xuống hạng; (LH) = Lên hạng; (O) = Thắng trận Play-off; (A) = Lọt vào vòng sau. 
Chỉ được áp dụng khi mùa giải chưa kết thúc: 
(Q) = Lọt vào vòng đấu cụ thể của giải đấu đã nêu; (TQ) = Giành vé dự giải đấu, nhưng chưa tới vòng đấu đã nêu.

| Vô địch Giải bóng đá vô địch quốc gia Hà Lan 2007–08 |
| ---------------------------------------------------- |
| PSV 21st Title                                       |

|                  | AJX | AZ  | EXC | FEY | GRA | GRO | HEE | HER | NAC | NEC | PSV | RJC | SPA | TWE | UTR | VIT | VVV | WIL |     |
| ---------------- | --- | --- | --- | --- | --- | --- | --- | --- | --- | --- | --- | --- | --- | --- | --- | --- | --- | --- | --- |
| Ajax             |     | 6-1 | 4–0 | 3–0 | 4-1 | 2-2 | 4-1 | 5-1 | 1-3 | 0–0 | 0-2 | 4-2 | 6-2 | 2-2 | 2–0 | 4-1 | 6-1 | 4-1 | AJX |
| AZ               | 2-3 |     | 3–0 | 0-1 | 0–0 | 2-2 | 0-1 | 1–0 | 1-2 | 4–0 | 0-2 | 1-1 | 1–0 | 0–0 | 2-1 | 2-1 | 4–0 | 2–0 | AZ  |
| Excelsior        | 2-1 | 1-1 |     | 2-1 | 1-1 | 1-3 | 2-5 | 1-1 | 0-3 | 2–0 | 1-4 | 1-2 | 4-3 | 0-2 | 0-2 | 1-2 | 2-1 | 0–0 | EXC |
| Feyenoord        | 2-2 | 2-2 | 1–0 |     | 2–0 | 1-1 | 2–0 | 6–0 | 5–0 | 1-3 | 0-1 | 3–0 | 2–0 | 3-1 | 3-1 | 1–0 | 4-1 | 2–0 | FEY |
| De Graafschap    | 1-8 | 1-2 | 1-1 | 1-3 |     | 1-1 | 0-3 | 0–0 | 0-1 | 1-1 | 0-1 | 2-1 | 4–0 | 0–0 | 1-1 | 0-3 | 3-2 | 1-2 | GRA |
| FC Groningen     | 1-2 | 2-1 | 3-2 | 3-2 | 0-2 |     | 0-1 | 1-2 | 1-2 | 5-1 | 2-1 | 1-1 | 1–0 | 1–0 | 0-2 | 0–0 | 1–0 | 1–0 | GRO |
| Heerenveen       | 2-4 | 4–0 | 5–0 | 1-1 | 2-3 | 4-2 |     | 9–0 | 3–0 | 2-3 | 2-1 | 4-3 | 3-3 | 1-2 | 2-3 | 7–0 | 5-1 | 0–0 | HEE |
| Heracles Almelo  | 0-1 | 2-1 | 2–0 | 3-3 | 2–0 | 1-2 | 2-2 |     | 0-1 | 0-2 | 0-2 | 0–0 | 2–0 | 0-3 | 2-1 | 2-2 | 0–0 | 1–0 | HER |
| NAC Breda        | 2-3 | 2-3 | 2–0 | 3-1 | 1–0 | 0-3 | 1-5 | 4-1 |     | 1-3 | 1-1 | 0–0 | 3–0 | 1–0 | 1–0 | 1-2 | 0–0 | 1–0 | NAC |
| NEC              | 1-1 | 5-2 | 0-1 | 0-2 | 3-1 | 5-1 | 0-1 | 3–0 | 0-1 |     | 0–0 | 1-1 | 4-2 | 2-2 | 2–0 | 1–0 | 2-2 | 1–0 | NEC |
| PSV              | 0–0 | 1-1 | 2-1 | 4–0 | 4-1 | 3–0 | 1-1 | 2–0 | 2–0 | 5–0 |     | 2-4 | 3-1 | 1-1 | 4-1 | 1–0 | 3-1 | 3–0 | PSV |
| Roda JC          | 2-1 | 1-1 | 3-3 | 1-3 | 1–0 | 5-1 | 1–0 | 2-1 | 0-2 | 0-2 | 1-1 |     | 2-3 | 3-1 | 1-1 | 3-2 | 4-1 | 1-1 | RJC |
| Sparta Rotterdam | 2-2 | 2-2 | 0-1 | 3-2 | 6-1 | 1-3 | 4-2 | 1-1 | 0-1 | 1–0 | 1-4 | 4-1 |     | 1-1 | 2-1 | 1-2 | 2–0 | 2-2 | SPA |
| FC Twente        | 2-1 | 2-1 | 1–0 | 2–0 | 2–0 | 3-1 | 1–0 | 2-1 | 1-1 | 3–0 | 0–0 | 0-1 | 1-2 |     | 2-2 | 4-3 | 1-1 | 2–0 | TWE |
| FC Utrecht       | 0-1 | 2-2 | 4-1 | 0-3 | 2-2 | 1–0 | 2-2 | 3-1 | 0-1 | 3-2 | 3-1 | 3-1 | 7-1 | 0-1 |     | 2-4 | 1-4 | 2–0 | UTR |
| Vitesse Arnhem   | 2-2 | 1–0 | 3–0 | 0-1 | 0-2 | 2-1 | 0-1 | 2–0 | 3-3 | 1–0 | 0-1 | 1-1 | 3–0 | 2-2 | 2-2 |     | 1-3 | 1–0 | VIT |
| VVV-Venlo        | 2-2 | 2-3 | 3-1 | 0–0 | 3–0 | 2-5 | 0-4 | 0-5 | 1-3 | 1-2 | 1-1 | 3-5 | 2–0 | 0-2 | 1-2 | 2–0 |     | 1-1 | VVV |
| Willem II        | 2-3 | 3–0 | 6–0 | 3-1 | 1-2 | 1-2 | 2-3 | 2-1 | 0–0 | 3–0 | 0-1 | 1–0 | 2-2 | 1-3 | 1-4 | 4–0 | 1-2 |     | WIL |
|                  | AJX | AZ  | EXC | FEY | GRA | GRO | HEE | HER | NAC | NEC | PSV | RJC | SPA | TWE | UTR | VIT | VVV | WIL |     |

## Cầu thủ ghi bàn nhiều nhất

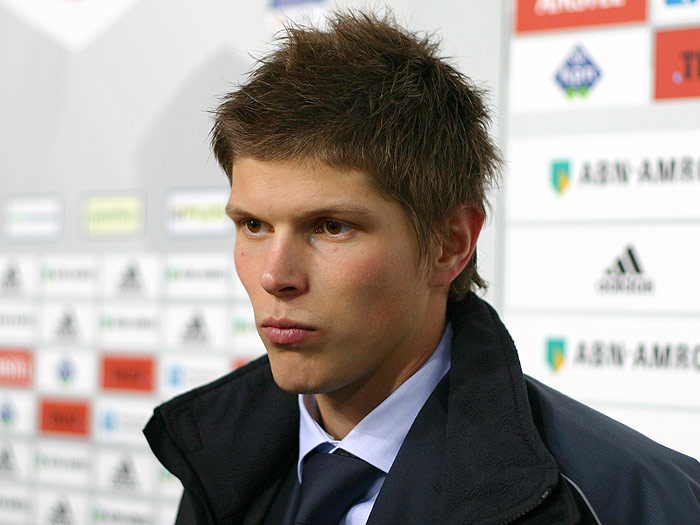
Klaas-Jan Huntelaar, the top scorer của mùa giải 2007–08.

| Số bàn thắng | Cầu thủ             | Đội bóng      |
| ------------ | ------------------- | ------------- |
| 33           | Klaas-Jan Huntelaar | Ajax          |
| 22           | Blaise Nkufo        | FC Twente     |
| 17           | Luis Suárez         | Ajax          |
| 16           | Robin Nelisse       | FC Utrecht    |
| 15           | Marcus Berg         | FC Groningen  |
| 15           | Michael Bradley     | SC Heerenveen |
| 15           | Kenneth Perez       | Ajax/PSV      |
| 14           | Danny Koevermans    | PSV           |
| 14           | Miralem Sulejmani   | SC Heerenveen |

 Last updated: 20 tháng 4 năm 2008

 Nguồn: Giải bóng đá vô địch quốc gia Hà Lan official website

## Play-off

### Cho giải đấu châu Âu
Cho một suất Champions League

|  | Trận A và B | Trận A và B   | Trận A và B | Trận A và B | Trận A và B |   |   | Trận G | Trận G | Trận G | Trận G | Trận G |
|  |             |               |             |             |             |   |   |        |        |        |        |        |
|  | 5           | SC Heerenveen | 1           | 1           | 2           |   |   |        |        |        |        |        |
|  | 2           | Ajax          | 2           | 3           | 5           |   |   |        |        |        |        |        |
|  |             |               |             |             |             |   | 2 | Ajax   | 1      | 0      | 1      |        |
|  |             | 4             | FC Twente   | 2           | 0           | 2 |   |        |        |        |        |        |
|  | 4           | FC Twente     | 3           | 5           | 8           |   |   |        |        |        |        |        |
|  | 3           | NAC Breda     | 0           | 1           | 1           |   |   |        |        |        |        |        |

For one Cúp UEFA playoff ticket

|  | Trận C và D | Trận C và D  | Trận C và D | Trận C và D | Trận C và D |   |   | Trận I       | Trận I | Trận I | Trận I | Trận I |
|  |             |              |             |             |             |   |   |              |        |        |        |        |
|  | 10          | FC Utrecht   | 2           | 1           | 3           |   |   |              |        |        |        |        |
|  | 7           | FC Groningen | 2           | 3           | 5           |   |   |              |        |        |        |        |
|  |             |              |             |             |             |   | 7 | FC Groningen | 0      | 1      | 1      |        |
|  |             | 8            | NEC         | 1           | 3           | 4 |   |              |        |        |        |        |
|  | 9           | Roda JC      | 0           | 0           | 0           |   |   |              |        |        |        |        |
|  | 8           | NEC          | 1           | 2           | 3           |   |   |              |        |        |        |        |

cho một suất Cúp UEFA

|  | Trận H và I | Trận H và I   | Trận H và I | Trận H và I | Trận H và I |   |   | Trận J    | Trận J | Trận J | Trận J | Trận J |
|  |             |               |             |             |             |   |   |           |        |        |        |        |
|  | 5           | SC Heerenveen | 2           | 2           | 4           |   |   |           |        |        |        |        |
|  | 3           | NAC Breda     | 0           | 2           | 2           |   |   |           |        |        |        |        |
|  |             |               |             |             |             |   | 3 | NAC Breda | 0      | 0      | 0      |        |
|  |             | 8             | NEC         | 6           | 1           | 7 |   |           |        |        |        |        |
|  | 7           | FC Groningen  | 0           | 1           | 1           |   |   |           |        |        |        |        |
|  | 8           | NEC           | 1           | 3           | 4           |   |   |           |        |        |        |        |

Đội thắng cuộc trận G, FC Twente, lọt vào UEFA Champions League 2008–09. Đội thua cuộc trận G, Ajax, lọt vào Cúp UEFA 2008–09. Đội thua cuộc trận A và B, SC Heerenveen và NAC Breda, gặp nhau ở trận H. Đội thắng cuộc, SC Heerenveen, lọt vào Cúp UEFA. Đội thua trận H, NAC Breda, gặp NEC, đội thắng của playoff gồm FC Groningen, NEC, Roda JC và FC Utrecht. NEC giành chiến thắng, trận J, và đoạt tấm vé Cúp UEFA cuối cùng, trong khi đội thua cuộc, NAC Breda, lọt vào Cúp Intertoto.
| Đội bóng      | Giải đấu                                       |
| ------------- | ---------------------------------------------- |
| FC Twente     | Vòng loại thứ ba UEFA Champions League 2008–09 |
| Ajax          | Cúp UEFA 2008–09                               |
| SC Heerenveen | Cúp UEFA 2008–09                               |
| NEC           | Cúp UEFA 2008–09                               |
| NAC Breda     | Cúp Intertoto 2008                             |

### Xuống hạng
Vòng 1
| Đội bóng #1     | Tổng tỉ số | Đội bóng #2   | Trận 1 | Trận 2 |
| --------------- | ---------- | ------------- | ------ | ------ |
| Go Ahead Eagles | 1–4        | ADO Den Haag  | 1–1    | 0–3    |
| TOP Oss         | 2–5        | Helmond Sport | 2–2    | 0–3    |

Vòng 2 (best of 3)
| Đội bóng #1   | Pts | Đội bóng #2   | Trận 1 | Trận 2 | Trận 3     |
| ------------- | --- | ------------- | ------ | ------ | ---------- |
| ADO Den Haag  | 6–3 | VVV-Venlo     | 1–0    | 0–1    | 2–0        |
| MVV           | 3–6 | RKC Waalwijk  | 1–0    | 0–2    | 0–4        |
| FC Zwolle     | 6–3 | FC Den Bosch  | 0–1    | 2–1    | 1–0        |
| Helmond Sport | 0–6 | De Graafschap | 2–3    | 1–3    | Not played |

Vòng 3 (best of 3)
| Đội bóng #1  | Series Win | Đội bóng #2   | Trận 1 | Trận 2 | Trận 3     |
| ------------ | ---------- | ------------- | ------ | ------ | ---------- |
| ADO Den Haag | 5–2        | RKC Waalwijk  | 1–1    | 2–2    | 2–1        |
| FC Zwolle    | 1–4        | De Graafschap | 1–3    | 0–0    | Not played |

Các đội thắng trận G và H sẽ thi đấu ở Giải bóng đá vô địch quốc gia Hà Lan 2008–09.

## Thống kê mùa giải
Cập nhật gần đây nhất vào 20 tháng 4 năm 2008.

### Ghi bàn
- Bàn thắng đầu tiên của mùa giải: Kemy Agustien cho AZ trước VVV-Venlo (18 tháng 8 năm 2007)
- Trận đấu có cách biệt lớn nhất: SC Heerenveen 9–0 Heracles Almelo (7 tháng 10 năm 2007)
- Trận đấu có nhiều bàn thắng nhất: SC Heerenveen 9–0 Heracles Almelo (7 tháng 10 năm 2007), De Graafschap 1-8 Ajax (ngày 19 tháng 8 năm 2007)
- Bàn thắng nhanh nhất: Roy Makaay cho Feyenoord trước Heracles Almelo (2 tháng 12 năm 2007)
- Đội tấn công xuất sắc nhất: Ajax với 94 bàn trong 34 trận.
- Đội tấn công tệ nhất: Excelsior với 32 bàn trong 34 trận.
- Đội phòng thủ xuất sắc nhất: PSV với 24 bàn thủng lưới trong 34 trận.
- Đội phòng thủ tệ nhất: Sparta và VVV-Venlo với 76 bàn thủng lưới trong 34 trận.

### Thẻ phạt
- Thẻ vàng đầu tiên: Gianni Zuiverloon cho SC Heerenveen trước Willem II (17 tháng 8 năm 2007)
- Thẻ đỏ đầu tiên: Patrick Mtiliga cho NAC Breda trước FC Groningen (18 tháng 8 năm 2007)

## Tổng quan
| Câu lạc bộ       | Địa điểm   | Huấn luyện viên hiện tại | Huấn luyện viên trước đó trong mùa giải 2007–08 |
| ---------------- | ---------- | ------------------------ | ----------------------------------------------- |
| Ajax             | Amsterdam  | Adrie Koster             | Henk ten Cate                                   |
| AZ               | Alkmaar    | Louis van Gaal           |                                                 |
| Excelsior        | Rotterdam  | Ton Lokhoff              |                                                 |
| Feyenoord        | Rotterdam  | Bert van Marwijk         |                                                 |
| De Graafschap    | Doetinchem | Jan de Jonge             |                                                 |
| FC Groningen     | Groningen  | Ron Jans                 |                                                 |
| SC Heerenveen    | Heerenveen | Gertjan Verbeek          |                                                 |
| Heracles Almelo  | Almelo     | Gert Heerkes             | Hendrie Krüzen, Ruud Brood                      |
| NAC Breda        | Breda      | Ernie Brandts            |                                                 |
| NEC              | Nijmegen   | Mario Been               |                                                 |
| PSV              | Eindhoven  | Sef Vergoossen           | Jan Wouters, Ronald Koeman                      |
| Roda JC          | Kerkrade   | Raymond Atteveld         |                                                 |
| Sparta Rotterdam | Rotterdam  | Foeke Booy               | Adri van Tiggelen, Gert Aandewiel               |
| FC Twente        | Enschede   | Fred Rutten              |                                                 |
| FC Utrecht       | Utrecht    | Willem van Hanegem       |                                                 |
| Vitesse          | Arnhem     | Aad de Mos               |                                                 |
| VVV-Venlo        | Venlo      | André Wetzel             |                                                 |
| Willem II        | Tilburg    | Andries Jonker           | Dennis van Wijk                                 |

## Sân vận động 2007–08
| Đội bóng      | Sân vận động                  | Sức chứa |
| ------------- | ----------------------------- | -------- |
| Ajax          | Amsterdam ArenA               | 51.628   |
| Feyenoord     | Sân vận động Feijenoord       | 51.137   |
| PSV           | Sân vận động Philips          | 35.119   |
| Vitesse       | Gelredome                     | 26.600   |
| Heerenveen    | Sân vận động Abe Lenstra      | 26.000   |
| Utrecht       | Sân vận động Galgenwaard      | 24.426   |
| Groningen     | Euroborg                      | 19.814   |
| Roda JC       | Sân vận động Parkstad Limburg | 19.979   |
| AZ            | Sân vận động DSB              | 17.023   |
| NAC           | Sân vận động Rat Verlegh      | 17.064   |
| Willem II     | Sân vận động Willem II        | 14.637   |
| Twente        | Sân vận động Arke             | 13.740   |
| NEC           | Sân vận động Goffert          | 12.470   |
| Sparta        | Sparta Stadion Het Kasteel    | 11.026   |
| De Graafschap | De Vijverberg                 | 12.600   |
| Heracles      | Sân vận động Polman           | 8.500    |
| VVV-Venlo     | De Koel                       | 5.998    |
| Excelsior     | Sân vận động Woudestein       | 3.527    |

## Trang phục 2007-2008
| Đội bóng         | Nhà sản xuất trang phục | Nhà tài trợ áo đấu   | Ghi chú |
| ---------------- | ----------------------- | -------------------- | ------- |
| Ajax             | Adidas                  | ABN Amro             |         |
| AZ               | Quick                   | DSB Bank             |         |
| Excelsior        | Masita                  | DSW                  |         |
| Feyenoord        | Kappa                   | Fortis               |         |
| De Graafschap    | kwd                     | Centric              |         |
| FC Groningen     | Umbro                   | Noord Lease          |         |
| SC Heerenveen    | Umbro                   | Univé                |         |
| Heracles Almelo  | Ben Barton              | Koninklijke Ten Cate |         |
| NAC Breda        | Umbro                   | Sunweb               |         |
| NEC              | Nike                    | Jiba                 |         |
| PSV              | Nike                    | Philips              |         |
| Roda JC          | Umbro                   | Aevitae              |         |
| Sparta Rotterdam | Kelme                   | Graydon              |         |
| FC Twente        | Umbro                   | Arke                 |         |
| FC Utrecht       | Puma                    | Phanos               |         |
| Vitesse          | Legea                   | AFAB                 |         |
| VVV Venlo        | Erima                   | Seacon Logistics     |         |
| Willem II        | Masita                  | Interpolis           |         |